# Damien Delaney
Damien Finbarr Delaney (Cork, Írország, 1981. július 20. –) ír labdarúgó, aki jelenleg a Cork Cityben játszik, hátvédként.

## Pályafutása

### Kezdeti évek
A Corkban született Delaney szülővárosa csapatában, az Avondale Unitedben kezdett el futballozni, majd a Cork Cityhez került, ahol 1998-ban megkezdte profi pályafutását.

### Leicester City és Hull City
2000-ben Peter Taylor leigazolta őt a Leicester Cityhez, ahol nyolc Premier League meccsen kapott lehetőséget. Kölcsönben megfordult a Stockport Countyban, a Huddersfield Townban és a Mansfield Townban is. A Stockportban töltött ideje alatt megszerezte profi pályafutása első gólját, a Rotherham United ellen. Taylor később a Hull City edzője lett, ahol elsőként Delaneyt igazolta le, 2002. október 16-án, 50 ezer fontért.
Nehézkesen indult a karrierje új csapatánál, középpályásként és hátvédként is kipróbálták, mielőtt állandó tagjává vált volna a védelemnek. A 2003/04-es szezonban, amikor a Hull feljutott a harmadosztályba, az év játékosának választották, Rochdale elleni találata pedig a szezon legszebb gólja lett.
A 2005/06-os idényben, immár a másodosztályban, Delaney főleg a védelem közepén játszott, de csapattársai sérülései miatt néhányszor balhátvédként és középpályásként is pályára kellett lépnie. Ő volt az utolsó Hull City játékos, aki gólt szerzett a Boothferry Parkban, mielőtt csapata átköltözött volna a KC stadionba.

### Queens Park Rangers
2008. január 18-án a Queens Park Rangers három és fél évre leigazolta. Első gólját március 8-án, a Sheffield Wednesday ellen szerezte.

### Ipswich Town
Az Ipswich Town 2009. július 2-án 750 ezer fontért leigazolta, kétéves szerződést kötve vele. A következő szezon előtti felkészülési időszakban megsérült. Sérülése miatt vérrög alakult ki a combjában, ami lábamputációhoz, de akár halálhoz is vezethetett volna. A gyors orvosi beavatkozásnak köszönhetően azonban nem szenvedett maradandó károsodást. Első gólját 2010 novemberében, a Norwich City elleni rangadón szerezte, de még ugyanazon a meccsen ki is állították, azonnali piros lappal. 2012 augusztusában közös megállapodás alapján elhagyta a klubot.

### Crystal Palace
2012. augusztus 31-én a Crystal Palace rövidtávú szerződést kötött vele, 2013 januárjáig. Október 6-án, a Burnley 4-3-as legyőzése során szerezte első gólját a csapatban. Jól teljesített, ezért csapata november 22-én szerződést hosszabbított vele, 2014-ig. Pályafutása első Premier League gólját a Liverpool ellen szerezte, egy távoli lövés után, mely Glen Johnsonon megpattanva a hálóban kötött ki.

## Válogatott pályafutása
2008. május 13-án Delaney megkapta első behívóját az ír válogatottba, az új szövetségi kapitánytól, Giovanni Trapattonitól. 2011. május 4-én meghívták a Nations Cupra, Észak-Írország és Skócia ellen. Csapata végül megnyerte a tornát. Tétmeccsen  2013. október 11-én, egy Németország elleni világbajnoki selejtezőn játszhatott először.

## Sikerei

### Hull City
- A Football League Third Division második helyezettje: 2003/04
- A Football League One második helyezettje: 2004/05

### Crystal Palace
- A Football League Championship rájátszásának győztese: 2012/13

## Külső hivatkozások
- Damien Delaney pályafutásának statisztikái a Soccerbase oldalon (angolul)